# Avicularia caei
Avicularia caei es una especie de tarántula de la familia Theraphosidae.

## Distribución
Solo se encuentra en Brasil.

## Tamaño
Miden aproximadamente 12.51 cm.